# Premis Finestres
Els premis Finestres són uns guardons literaris convocats per la Fundació Finestres, impulsada per Sergi Ferrer-Salat Serra di Migni, que premien obres publicades l'any anterior en català i castellà. Es van lliurar per primera vegada el 2021 en les categories de narrativa en català i de narrativa en castellà, i tenen una dotació de 25.000 euros. En la primera edició del premi hi havia la condició que les obres haguessin passat desapercebudes pel sistema literari comercial.
L'any 2022, l'Editorial Finestres, gestionada per la mateixa Fundació, va anunciar la creació del premi de còmic en català destinat a obres inèdites. A partir del mateix any, la Fundació també va atorgar les Beques Finestres d'Assaig en català i castellà.

## Guanyadors i finalistes

### Narrativa en català
| Any  | Autor/a                | Obra                                        | Editorial              |
| ---- | ---------------------- | ------------------------------------------- | ---------------------- |
| 2025 | Ferran Grau            | Hiperràbia                                  | Angle Editorial        |
| 2025 | Manuel Baixauli        | Cavall, atleta, ocell                       | Edicions del Periscopi |
| 2025 | Cristina Masanés       | Marxarons                                   | L'Avenç                |
| 2024 | Irene Solà             | Et vaig donar ulls i vas mirar les tenebres | Anagrama               |
| 2024 | Mònica Batet           | Una història és una pedra llançada al riu   | Angle Editorial        |
| 2024 | Joan Jordi Miralles    | Triomfador                                  | Males Herbes           |
| 2023 | Roser Cabré-Verdiell   | Aioua                                       | Males Herbes           |
| 2023 | Sebastià Alzamora      | Ràbia                                       | Proa                   |
| 2023 | Cristina Garcia Molina | Els irredempts                              | LaBreu                 |
| 2022 | Joan Todó              | La verda és porta                           | Godall Edicions        |
| 2022 | Xavier Aliaga          | Ja estem morts, amor                        | Angle Editorial        |
| 2022 | Borja Bagunyà          | Els angles morts                            | Edicions del Periscopi |
| 2021 | Albert Pijuan          | Tsunami                                     | Angle Editorial        |
| 2021 | Raül Garrigasait       | País barroc                                 | L'Avenç                |
| 2021 | Àlvar Valls            | Entre l'infern i la glòria                  | Edicions de 1984       |

### Narrativa en castellà
| Year | Autor/a                 | Obra                                           | Editorial               |
| ---- | ----------------------- | ---------------------------------------------- | ----------------------- |
| 2025 | César Aira              | En El Pensamiento                              | Literatura Random House |
| 2025 | Gustavo Faverón Patriau | Minimosca                                      | Editorial Candaya       |
| 2025 | Eduardo Halfon          | Tarántula                                      | Libros del Asteroide    |
| 2024 | Andrés Barba            | El último día de la vida anterior              | Anagrama                |
| 2024 | Luis Sagasti            | Lenguas vivas                                  | Eterna Cadencia         |
| 2024 | Elaine Vilar Madruga    | El cielo de la selva                           | Lava Editorial          |
| 2023 | Miguel Ángel Oeste      | Vengo de ese miedo                             | Tusquets                |
| 2023 | Yuri Herrero            | La estación del pantano                        | Periférica              |
| 2023 | Sara Mesa               | La familia                                     | Anagrama                |
| 2022 | Laura Fernández         | La señora Potter no es exactamente Santa Claus | Literatura Random House |
| 2022 | Marina Closs            | Tres truenos                                   | Editorial Tránsito      |
| 2022 | Gabriela Wiener         | Huaco retrato                                  | Literatura Random House |
| 2021 | Camila Sosa Villada     | Las malas                                      | Tusquets Editores       |
| 2021 | Vicente Luis Mora       | Centroeuropa                                   | Galaxia Gutenberg       |
| 2021 | Mónica Ojeda            | Las voladoras                                  | Páginas de Espuma       |

### Còmic en català
| Edició | Any  | Obra guanyadora                                      | Menció especial         | Mencions al Talent Novell de Còmic en Català |
| ------ | ---- | ---------------------------------------------------- | ----------------------- | -------------------------------------------- |
| 4a     | 2025 | Cap endavant, de Giulia Sargamola                    |                         | El despreniment, d'Uxía Larrosa              |
| 3a     | 2024 | Mala olor, de Nadia Hafid                            |                         | Lignit, d’Emma Casadevall                    |
| 2a     | 2023 | El rei dels cargols, de David Pàmies i David Sánchez |                         | Canícula d'Adrià Turina                      |
| 1a     | 2022 | Què, de Max                                          | Aiguagim de Marina Sáez |                                              |